# Didier Cottaz
Didier Cottaz (ur. 23 maja 1967 roku w Bourgoin-Jallieu) – francuski kierowca wyścigowy.

## Kariera
Cottaz rozpoczął karierę w wyścigach samochodowych w 1989 roku od startów we Francuskiej Formule Renault. Z dorobkiem dziesięciu punktów uplasował się na osiemnastej pozycji w klasyfikacji generalnej. Rok później w tej samej serii był już szósty. W późniejszych latach pojawiał się także w stawce Francuskiej Formuły 3, Grand Prix Monako Formuły 3, Formuły 3000, 24-godzinnego wyścigu Le Mans, Global GT Championship, International Sports Racing Series, American Le Mans Series oraz FIA Sportscar Championship.
W Formule 3000 Francuz startował w latach 1994-1995 z brytyjską ekipą Paul Stewart Racing. W pierwszym sezonie startów w ciągu ośmiu wyścigów, w których wystartował, dwukrotnie stawał na podium. Uzbierane trzynaście punktów dało mu piąte miejsce w klasyfikacji generalnej. Rok później dorobek Cottaza wyniósł jeden punkt. Został sklasyfikowany na szesnastej pozycji w końcowej klasyfikacji kierowców.